# Birger Ulfsson (Ulvåsaätten)
Birger Ulfsson (Ulvåsaätten), död 26 augusti 1391 i Östra Eneby församling, Östergötland, var en svensk riddare, riksråd och lagman.

## Biografi
Birger Ulfsson (Ulvåsaätten) var son till Ulf Gudmarsson (Ulvåsaätten) och Birgitta Birgersdotter. Han nämns första gången 1354 och 1362 som lagmansdomhavande i Vimmerby och dubbades 1372 till riddare vid den heliga graven. Birger Ulfsson var syssloman vid Vadstena kloster och nämns 1375 som riksråd. Han var från 1381 till 182 lagman i Tiohärads lagsaga och fällde lagmansdom 1382 i Närkes lagsaga och var lagman där 1384. Birger Ulfsson avled 1391 på Ringstaholm i östra Eneby socken och begravdes i Vadstena klosterkyrka.
Liksom övriga släktingar till Birgitta uppträdde Birger mot Magnus Eriksson under dennes sista regeringstid och var länge anhängare till kung Albrekt av Mecklenburg. Birger tillhörde den stormannagrupp, som efter Bo Jonsson (Grip)s död 1386 som exekutorer av dennes testamente reste sig mot kung Albrekt, då denne försökte indra Bo Jonssons egendomar.
I förhandlingarna med drottning Margareta om hennes inkallande till Sverige spelade Birger en avgörande roll. Han gjorde sig även bemärkt som en ivrig gynnare av moderns klosterstiftelse.

### Egendom
Birger Ulfsson ägde gods i Danderyds skeppslag, Håbo härad, Sollentuna härad och Trögds härad i Uppland, i Öknebo härad i Södermanland i Aska härad och Göstrings härad i Östergötland och i Finnveden, Aspelands härad, Södra Möre härad, Sevede härad och Norra Vedbo härad i Småland.

### Familj
Birger Ulfsson gifte sig senaste 1374 första gången med en dotter till riksrådet och riddaren Kettil Glysing och Ingeborg Eriksdotter (Bielke). De fick tillsammans barnen Ulf Birgersson (död före 1384) och Gudmar Birgersson (död 1380 eller 1381).
Han gifte sig senast 1378 andra gången med Margareta Siggadotter (Håkan Tunessons ätt), dotter till riddaren Sigge Magnusson (Håkan Tunessons ätt) och Ramborg Karlsdotter (Oxhuvud).